# خریبکه
خریبکه (به عربی: خريبكة) در مراکش است که در شاویه وردیغه واقع شده‌است.